# Johannes Verlag
La Johannes Verlag è una casa editrice di Einsiedeln, fondata nel 1947 dal teologo cattolico Hans Urs von Balthasar, che diede fondo alle proprie risorse economiche personali, col contributo dell'amico Josef Fraefel, allo scopo di pubblicare le opere della mistica Adrienne von Speyr, a incominciare da L'ancella del Signore, per le quali non era riuscito a trovare un editore. Alle opere della Speyr si aggiunsero collane di vari autori, tra cui lo stesso Balthasar, aventi come tema conduttore l'edificazione cristiana non solo «di Chiesa per la Chiesa», ma – secondo le parole di Balthasar – «a partire dalla Chiesa» per «confrontarsi, cattolicamente, con tutte le questioni e gli ambiti di questo mondo». A partire dal 1951, ad esempio, Balthasar fece conoscere Georges Bernanos al pubblico tedesco, traducendo personalmente varie opere e lettere dello scrittore francese per la Johannes Verlag. La serie Christ heute (Cristiano oggi) fu dedicata ai testi di attualità, mentre le serie Sigillum e Christliche Meister (Maestri cristiani) furono destinate ai classici della tradizione.